# Stipa duriuscula
Stipa duriuscula är en gräsart som beskrevs av Rodolfo Amando Philippi. Stipa duriuscula ingår i släktet fjädergrässläktet, och familjen gräs. Inga underarter finns listade i Catalogue of Life.